# 奧麗安娜 (愛達荷州)
奧麗安娜（英語：Oreana）是位於美國愛達荷州奧懷希縣的一個非建制地區。該地的面積和人口皆未知。

## 地理
奧麗安娜的座標為42°03′13″N 116°23′42″W / 42.05361°N 116.39500°W，而該地的平均海拔高度為858米（即2815英尺）。